# Gallaba basinipha
Gallaba basinipha är en fjärilsart som beskrevs av Turner 1931. Gallaba basinipha ingår i släktet Gallaba och familjen tandspinnare. Inga underarter finns listade i Catalogue of Life.